# Plaguewielder (groupe)
Pour les articles homonymes, voir Plaguewielder.
Plaguewielder est un groupe luxembourgeois de doom metal et sludge metal. Il est considéré comme le seul groupe du genre dans le pays. Formé en août 2012 par Maxime Weber et Nicholas O'Connell, ils sortent leur premier EP en 2013 et un album studio, Chambers of Death, en 2015. Le groupe ne donne plus signe d'activité depuis 2016.

## Histoire
Plaguewielder est formé à partir des restes de Discordant System, un groupe d'anarcho-punk/crust luxembourgeois dans lequel Maxime Weber et Nicholas O'Connell jouaient de la guitare. Après la séparation de Discordant System après une tournée en Allemagne, Plaguewielder est formé à l'été 2012. Les deux musiciens se fixent pour objectif de jouer un genre qui, à leur avis, est sous-représenté sur la scène musicale locale : le doom metal. Après des premières difficultés à trouver des musiciens pour leur projet, la composition du groupe se précise dès l'automne 2012 : Christophe Trausch à la guitare, Luis Munoz à la batterie, Maxime Weber au synthétiseur et Nicholas O'Connell, après avoir remplacé Chris Boever à la basse et au chant. Les premiers concerts ont lieu en mars 2013.
À l'été 2013, un EP éponyme contenant trois chansons sort. Au premier semestre 2014, deux autres chansons sont enregistrées chez Muschel Productions, afin de pouvoir sortir un album studio. Le groupe signe donc avec le label Horror Pain Gore Death Productions, et sort son premier et unique album studio, Chambers of Death, le 25 août 2015. L'album est bien accueilli par l'ensemble de la presse spécialisée internationale,,,.
En juin 2015, ils sortent un clip pour le titre Father Suicide. Le groupe devient inactif par la suite, ne donnant plus signe d'activité depuis début 2016.

## Style musical et thèmes
Le groupe est considéré comme le seul groupe de doom/sludge metal au Luxembourg. Plaguewielder se caractérise par de longues chansons composées d'une part de passages plus calmes et atmosphériques et d'autre part de passages plus durs et plus difficiles. En tant que groupe de doom metal, Plaguewielder se caractérise par une relative monotonie et répétitivité. Il emprunte également de nombreux aspects du sludge metal, comme le style de chant. Lors d'un entretien effectué en 2015, le groupe dit avoir beaucoup écouté des morceaux de post-metal de groupes comme Mono, Sleep Party People et Neurosis.
Les thèmes abordés par Plaguewielder dans leurs chansons sont relativement restreints, ils vont de la mort à la dépression, et des crises existentielles au nihilisme.

## Discographie
- 2013 : Plaguewielder (EP)
- 2015 : Chambers of Death (album)